# Adolf Schütz
Adolf Schütz,  född 22 september 1895 i Wien i Österrike, död 11 november 1974 i Hedvig Eleonora församling i Stockholm, var en svensk manusförfattare.

## Filmmanus
- 1964 – Tre dar på luffen
- 1958 – Laila
- 1949 – Svenske ryttaren
- 1946 – Onsdagsväninnan
- 1946 – Eviga länkar
- 1945 – Svarta rosor
- 1945 – Sussie
- 1944 – ... och alla dessa kvinnor
- 1944 – Den heliga lögnen
- 1941 – I natt – eller aldrig

## Teater

### Roller
| År   | Roll                     | Produktion                                                                        | Regi           | Teater              |
| ---- | ------------------------ | --------------------------------------------------------------------------------- | -------------- | ------------------- |
| 1971 | Professor Dr. Hinzelmann | Vita Hästen (Im weißen Rößl) Ralph Benatzky, Erik Charell och Hans Müller-Einigen | Albert Gaubier | Fredriksdalsteatern |